# Alfons Bayerl
Alfons Bayerl (ur. 27 grudnia 1923 w Borze, wówczas Haid, zm. 20 marca 2009) – niemiecki polityk i prawnik, sędzia, parlamentarzysta krajowy i europejski, sekretarz stanu (1969–1974).

## Życiorys
Z pochodzenia Niemiec sudecki wyznania katolickiego, syn kierownika kina. Po zdaniu matury w Stříbro został wcielony do Wehrmachtu. Od 1942 do 1945 uczestniczył w II wojnie światowej, podczas której został czterokrotnie ranny i stracił rodziców oraz dwóch braci. W międzyczasie w 1941 wstąpił do Narodowosocjalistycznej Niemieckiej Partii Robotników. Po wojnie wypędzony na tereny Bawarii, ukończył studia prawnicze i politologiczne na Uniwersytecie w Würzburgu, podczas których pracował w różnych zawodach. Zdał państwowy egzamin prawniczy pierwszego i drugiego stopnia, w 1955 obronił na macierzystej uczelni doktorat poświęcony prawu spółdzielczemu. Do 1958 pracował jako asesor w bawarskim ministerstwie pracy i spraw społecznych, następnie został sędzią sądu spraw społecznych landu Bawaria (Landessozialgericht). W latach 1965–1970 sędzia sądu konstytucyjnego Bawarii
W 1955 wstąpił Socjaldemokratycznej Partii Niemiec, kierował landowym stowarzyszeniem prawników związanych z socjaldemokratami. Od 1965 do 1967 zasiadał w bawarskim landtagu. W 1967 został deputowanym Bundestagu w miejsce Waltera Seufferta, pozostał nim do 1981. Od października 1969 do maja 1974 parlamentarny sekretarz stanu w Ministerstwie Sprawiedliwości. W latach 1974–1979 oddelegowany do Parlamentu Europejskiego.